# Грибята
 Грибята  — деревня в Афанасьевском районе Кировской области в составе Бисеровского сельского поселения.

## География
Расположена на расстоянии примерно 35 км на север по прямой от районного центра поселка  Афанасьево на правобережье реки Кама.

## История
Была известна с 1873 года как часть деревни Сидоровской (Евсин),  в 1905 году уже отмечалась отдельно как починок Евсинское или Грибята, дворов 13 и жителей 65, в 1926 (Грибятская или Евсин) 11 и 58. В 1950 году в деревне Грибята  12 хозяйств и 37 жителей, в 1989 оставалось 4 жителя. Настоящее название утвердилось с 1950 года.  

## Население
Постоянное население составляло 4 человека (русские 100%) в 2002 году, 1 в 2010.